# 富瓦
富瓦（法語：Foix，發音：[fwa] ⓘ，奧克語發音：[ˈfujs]），法国西南部城市，奧克西塔尼大區阿列日省的一个市镇，也是该省的省会，其市镇面积为19.32平方公里，2022年1月1日时人口数量为9,731人。
富瓦位于比利牛斯山腹地，阿列日河谷之中，依山旁水，地势险要，历史上为富瓦伯国和富瓦国的行政中心。因地形限制，富瓦是法国本土人口第二少的省会城市，也是法国为数不多的人口数量未排在全省第一的省会城市之一。

## 地名来源
“富瓦”一名的来源有两种说法：一种是来源于阿基坦民族Flussates，一种是来源于奥克西塔尼民族Foueich。
富瓦的奥克语名称为。

## 历史

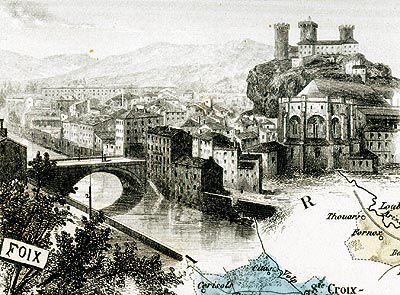
1883年的富瓦

富瓦位于连接奥克西塔尼和加泰罗尼亚的交通线上，是一处重要的军事要塞，其城市来源于罗马时期为一处堡垒。公元7世纪时，圣沃吕西安修道院（abbaye Saint Volusien）在此建成，其附近逐渐形成了城镇。1012年，贝尔纳·罗歇由卡尔卡松家族独立而出，成立了富瓦伯国，并成为了首任伯爵（Comte）。1398年，富瓦-卡斯泰尔邦的伊莎贝尔与法国东部的贵族格拉伊通婚，创建了富瓦国。1604年，富瓦伯国正式被划入法兰西王国版图，而富瓦国则作为一个行省得以继续保留，直至法国大革命结束。
1790年，富瓦国及相邻的部分地区组成阿列日省，富瓦成为省会并保持至今。

## 地理

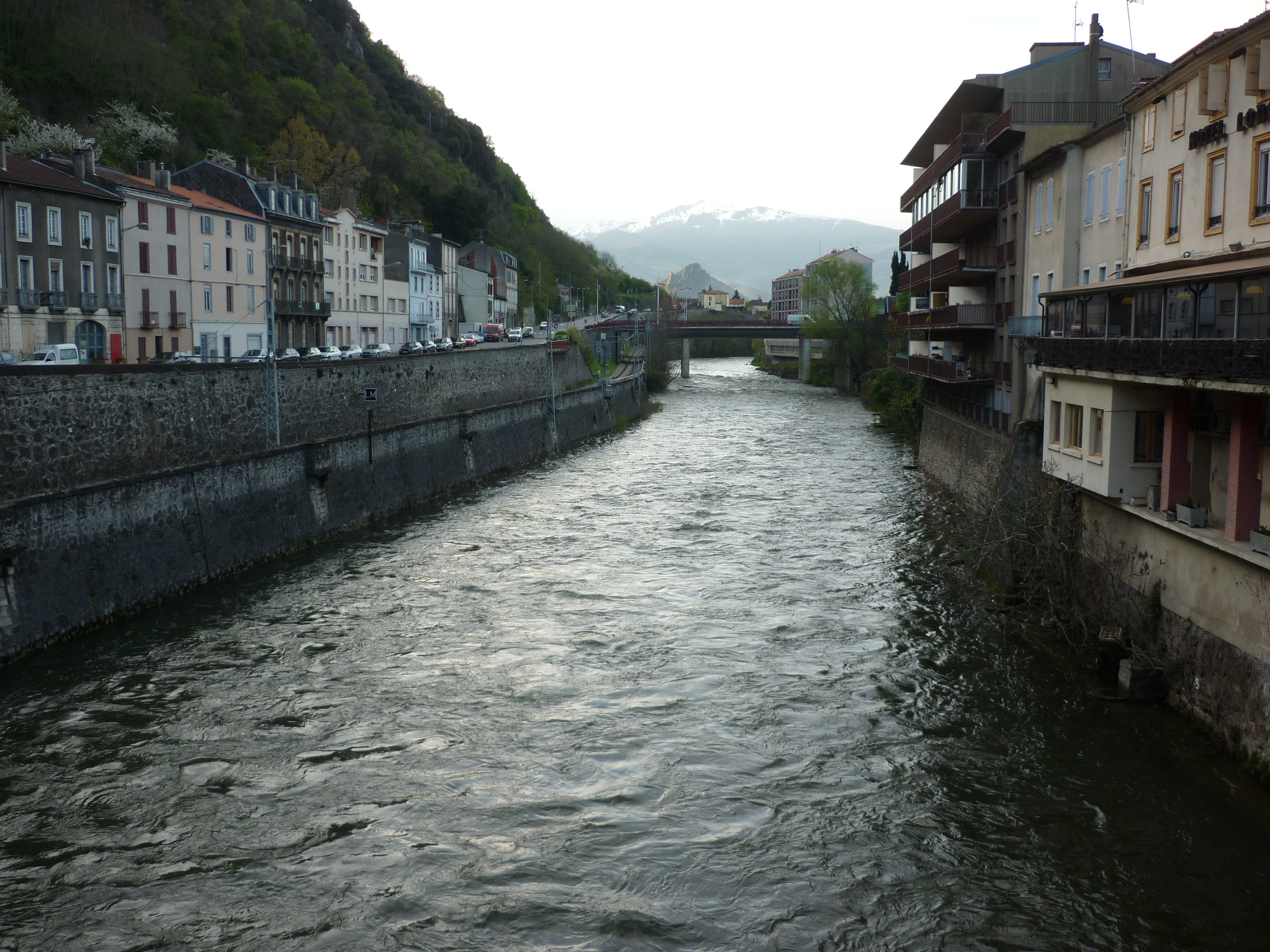
阿列日河富瓦段

富瓦位于法国西南部，奥克西塔尼大区的西南部和阿列日省的中部略偏北，距离大区首府图卢兹大约84公里。与富瓦接壤的市镇包括：阿拉博、科斯、克朗帕尼亚、阿列日河畔费里耶尔、加纳克、蒙加亚尔、普拉迪耶尔、圣让德韦日、滨河圣皮埃尔、韦尔纳茹勒。

### 地形
富瓦位于比利牛斯山腹地的阿列日河谷之中，地形起伏较大，市区四周均被山峦包围，平均海拔约400、358、933、486米，全境海拔则在358至933米之间。

### 水文
富瓦属于法国五大流域之一的加龙河流域。阿列日河自南向北流经富瓦市区东部，其支流阿尔热河自西向东在富瓦市区北部汇入。

### 气候
根据纬度和海陆位置划分，富瓦属于地中海气候，但由于其地形位置封闭，加之海拔相对较高，因此又有较强的山地特征。同时，富瓦所处位置位于比利牛斯山北麓，受焚风影响明显，冬季气温明显略高于同海拔地区。
距离富瓦最近的气象站位于市区西北部的卡达尔塞，其气候条件和富瓦基本相似。以下为该气象站的数据（其中日照数据取自圣日龙）：
| 卡达尔塞1981年－2019年 | 卡达尔塞1981年－2019年 | 卡达尔塞1981年－2019年 | 卡达尔塞1981年－2019年 | 卡达尔塞1981年－2019年 | 卡达尔塞1981年－2019年 | 卡达尔塞1981年－2019年 | 卡达尔塞1981年－2019年 | 卡达尔塞1981年－2019年 | 卡达尔塞1981年－2019年 | 卡达尔塞1981年－2019年 | 卡达尔塞1981年－2019年 | 卡达尔塞1981年－2019年 | 卡达尔塞1981年－2019年 |
| 月份                   | 1月                    | 2月                    | 3月                    | 4月                    | 5月                    | 6月                    | 7月                    | 8月                    | 9月                    | 10月                   | 11月                   | 12月                   | 全年                   |
| ---------------------- | ---------------------- | ---------------------- | ---------------------- | ---------------------- | ---------------------- | ---------------------- | ---------------------- | ---------------------- | ---------------------- | ---------------------- | ---------------------- | ---------------------- | ---------------------- |
| 历史最高温 °C（°F）    | 22.6 (72.7)            | 22.8 (73.0)            | 27 (81)                | 28.8 (83.8)            | 32.5 (90.5)            | 36.5 (97.7)            | 36 (97)                | 38.8 (101.8)           | 33.6 (92.5)            | 31.1 (88.0)            | 26.1 (79.0)            | 23.2 (73.8)            | 38.8 (101.8)           |
| 平均高温 °C（°F）      | 9.7 (49.5)             | 10.4 (50.7)            | 14 (57)                | 16.2 (61.2)            | 19.6 (67.3)            | 24.6 (76.3)            | 26 (79)                | 26 (79)                | 22.8 (73.0)            | 19 (66)                | 12.9 (55.2)            | 9.8 (49.6)             | 17.6 (63.7)            |
| 日均气温 °C（°F）      | 5.1 (41.2)             | 5.5 (41.9)             | 8.6 (47.5)             | 10.8 (51.4)            | 14.3 (57.7)            | 18.7 (65.7)            | 20.1 (68.2)            | 20 (68)                | 16.8 (62.2)            | 13.7 (56.7)            | 8.2 (46.8)             | 5.1 (41.2)             | 12.2 (54.0)            |
| 平均低温 °C（°F）      | 0.6 (33.1)             | 0.6 (33.1)             | 3.1 (37.6)             | 5.5 (41.9)             | 8.9 (48.0)             | 12.9 (55.2)            | 14.2 (57.6)            | 14 (57)                | 10.8 (51.4)            | 8.3 (46.9)             | 3.6 (38.5)             | 0.5 (32.9)             | 6.9 (44.4)             |
| 历史最低温 °C（°F）    | −10.5 (13.1)           | −15.5 (4.1)            | −14 (7)                | −3 (27)                | 0 (32)                 | 2.4 (36.3)             | 6.5 (43.7)             | 5.2 (41.4)             | 1.5 (34.7)             | −3.3 (26.1)            | −8.5 (16.7)            | −10.5 (13.1)           | −15.5 (4.1)            |
| 平均降水量 mm（）      | 111.1 (4.37)           | 61.5 (2.42)            | 87.2 (3.43)            | 116.3 (4.58)           | 134 (5.3)              | 84.6 (3.33)            | 69.5 (2.74)            | 80.6 (3.17)            | 78 (3.1)               | 97.6 (3.84)            | 101.2 (3.98)           | 88.2 (3.47)            | 1,109.8 (43.69)        |
| 月均日照時數           | 119.3                  | 130.5                  | 169.2                  | 168.7                  | 179.4                  | 189.3                  | 204.6                  | 207.2                  | 190.1                  | 152.4                  | 117.2                  | 108.7                  | 1,936.6                |
| 来源：infoclimat.fr    |                        |                        |                        |                        |                        |                        |                        |                        |                        |                        |                        |                        |                        |

## 行政区划
富瓦是法国奥克西塔尼大区阿列日省的一个市镇，编号为09122，它也是阿列日省的省会。富瓦下辖富瓦区，管理富瓦县，同时也是富瓦-瓦里耶地区城市圈公共社区的办公驻地。
由于富瓦市区人口数量不足1万，因此未被法国国家统计与经济研究所（INSEE）细分为了"块区"（IRIS）。

## 交通

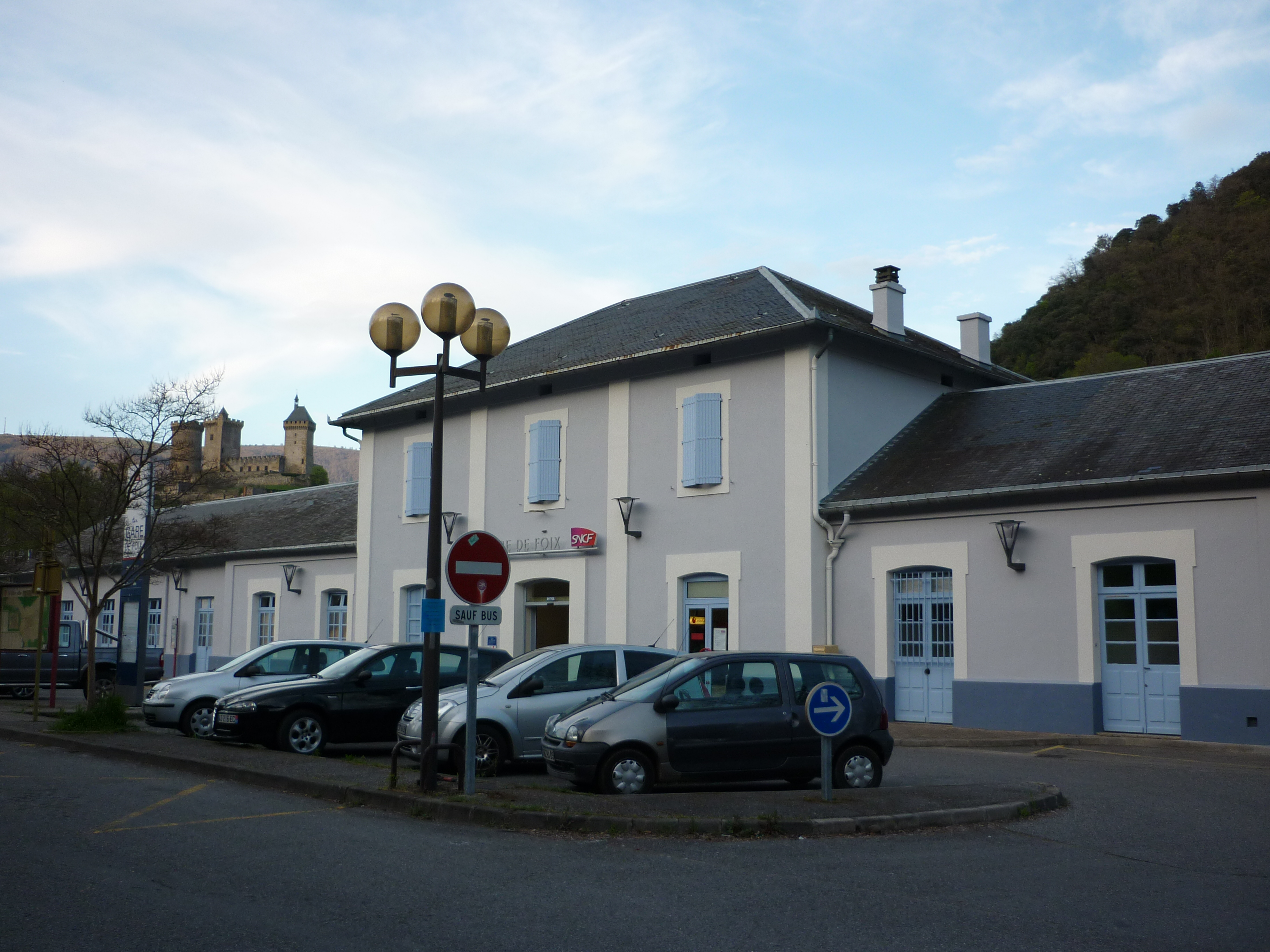
富瓦火车站

### 公路
法国国道N20线富瓦段为高等级公路，在富瓦市区南北两侧各设有一个出入口。此外，阿列日省省道D1线、D17线、D21线、D117线、D617线和D919线等也在境内交汇。
奥克西塔尼大区综合线路网开行连接富瓦和周边主要市镇的校车线路。
2018年，64.7%的富瓦居民拥有至少1辆私人汽车。2016年，富瓦境内累计发送交通事故4起。

### 铁路
富瓦位于波尔泰圣西蒙—普奇塞达铁路线上，富瓦火车站经停图卢兹—拉图尔德卡罗勒一线的区域列车，每天晚上还有一班可以直达巴黎的夜班车。

### 航空
富瓦境内没有任何航空设施。距离富瓦最近的民用航空机场为图卢兹机场，距离富瓦大约90公里。

### 城市公共交通
富瓦城市公共交通下属5条线路，覆盖了市内大部分街区，除周日和节假日外全年开行。

## 政治

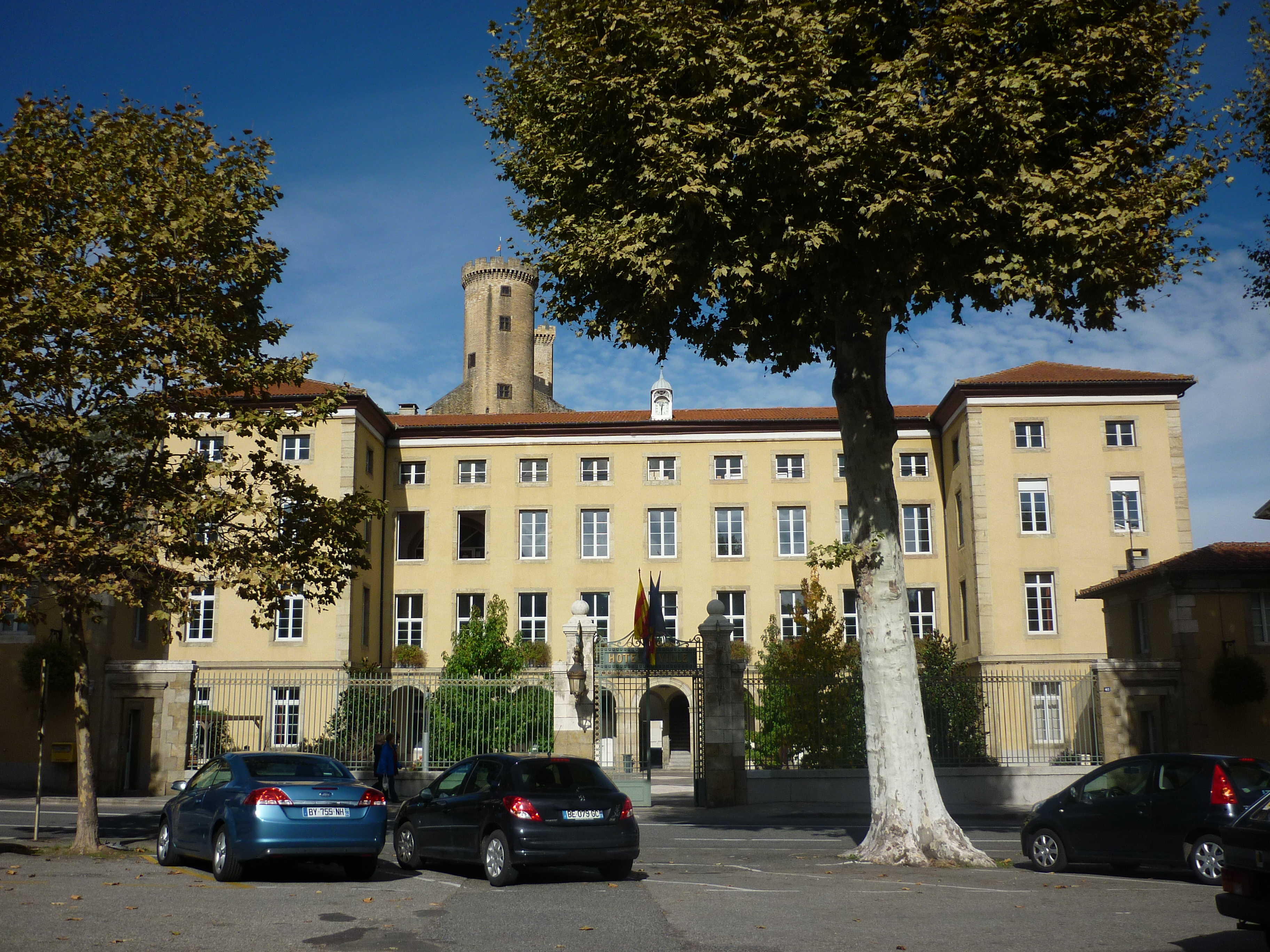
富瓦市政厅

现任富瓦市长为诺贝尔·梅莱尔先生（Norbert Meler），于2014年上任，现为法国社会党的一名成员，在2020年的市政选举中获得61.96%的支持率。
| 富瓦历届市长   |                  |          |
| 任期           | 市长             | 党派     |
| 1950年－1965年 | 费尔南·罗克      | 不详     |
| 1965年－1985年 | 奥利维耶·卡罗尔  | PS社会党 |
| 1985年－2012年 | 让-诺埃尔·丰代尔 | PS社会党 |
| 2012年－2014年 | 里夏尔·桑萨克    | PS社会党 |
| 2014年－       | 诺贝尔·梅莱尔    | PS社会党 |

## 经济

### 财政
2017年，富瓦的财政支出总额为918.2万欧元，财政收入总额为1048.3万欧元，债务总额为124.3万欧元。

### 收入
2014年，富瓦的人均月纯收入为2206欧元，其中高级职员为3872欧元，低于法国平均水平（4141欧元）；普通工人为1764欧元，高于法国平均水平（1637欧元）。
2015年，富瓦的青壮年人口（15-64岁）失业率为18.2%。总人口中有41%拥有纳税资格。

## 人口
2016年，富瓦的市镇范围内的合法人口数量为9,613，其中男性4,550人，女性5,063人，75岁及以上人口数量占比为11.1%，外籍人口919人，总人口数量在在全法国排名第1049位。人口密度为502人/平方公里。2016年，富瓦的出生人口数量为70人，死亡人口数量为118人。
当地居民被称为（男性）或（女性）。
| 年份   | 1936  | 1946  | 1954  | 1962  | 1968  | 1975  | 1982  | 1990  | 1999  | 2006  | 2008  | 2010  | 2013  | 2016  | 2017  |
| ------ | ----- | ----- | ----- | ----- | ----- | ----- | ----- | ----- | ----- | ----- | ----- | ----- | ----- | ----- | ----- |
| 人口數 | 7,006 | 7,798 | 7,632 | 8,156 | 9,331 | 9,599 | 9,282 | 9,964 | 9,109 | 9,658 | 9,712 | 9,885 | 9,731 | 9,613 | 9,532 |

## 社会事务

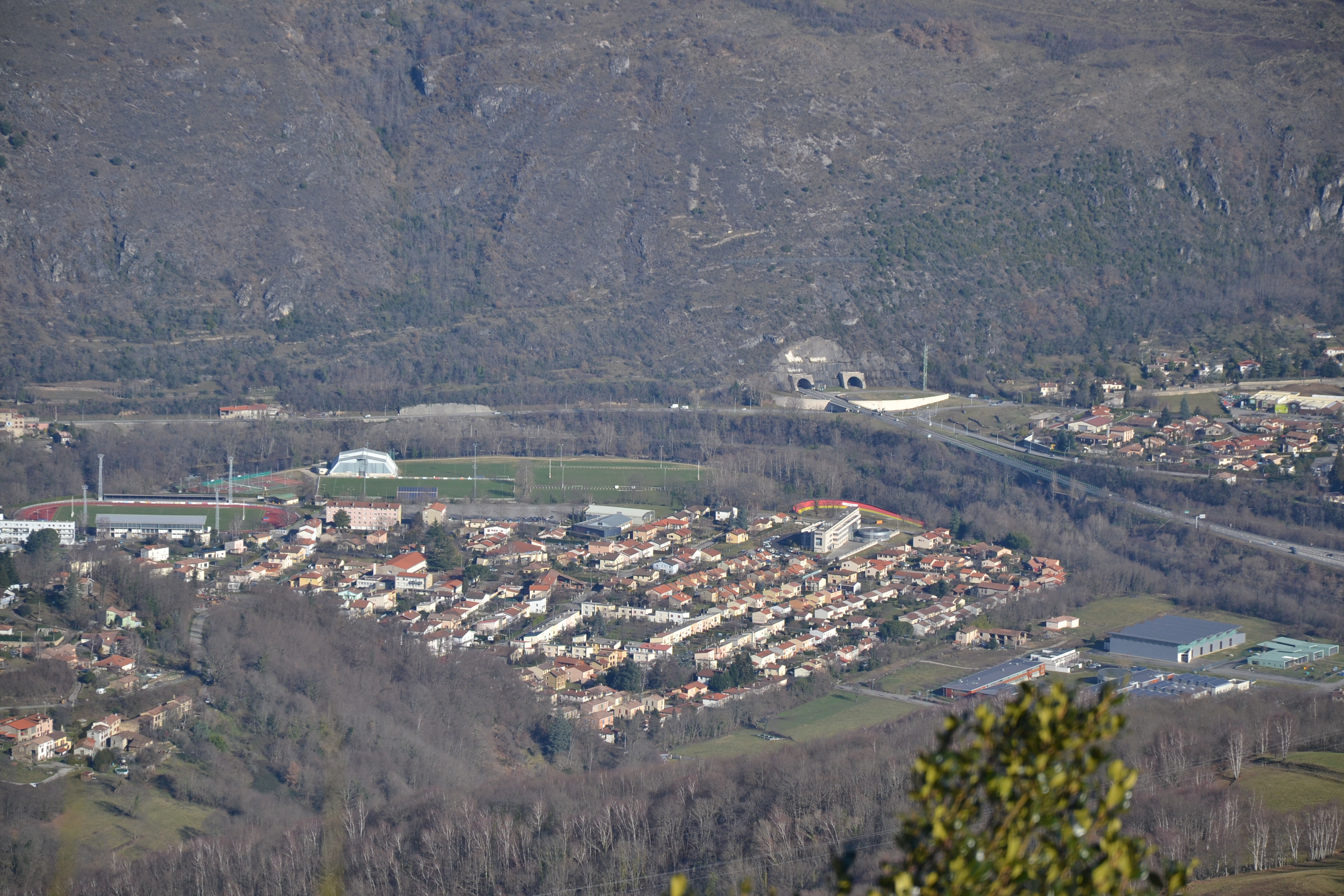
富瓦城南生活区

### 教育
富瓦属于图卢兹学区。截止2018年底，富瓦境内共有1所幼儿园、6所小学、1所初级中学和1所高级中学。
在高等教育方面，富瓦境内设有一所大学城（Centre Universitaire），图卢兹高等师范学院在此设有校区，图卢兹让·饶勒斯大学的旅游开放、土地整治、区域文化等专业也在此授课。

### 医疗
截止2018年1月1日，富瓦境内共有全科医生14名，保健师12名，牙医15名，护士21名，耳科医生1名，眼科医生1名，皮肤科医生1名，儿科医生1名和妇科医生3名。市区内共有药房6家。
距离富瓦最近的综合性医疗机构为阿列日河谷市际中心医院（Centre hospitalier intercommunal des vallées de l'Ariège），位于圣让德韦尔日境内，距离富瓦市区车程在15分钟左右。
此外，富瓦境内还有1处养老院。

### 住房
2015年，富瓦境内共各类居民住房6,081处，比上一年增加了27处。其中81.1%为常住居民住房。

### 商业
2015年，富瓦境内共有各类商业铺面805家，其中餐饮服务类商业铺面372家，个体性的商铺主要位于富瓦市中心，而富瓦市区南北均有大型商场（法語：Grande distribution）分布。

### 体育
截止2019年初，富瓦境内共有1处游泳池、2个健身房、2个体育场、6个网球场、3个足球或橄榄球场和4个篮球或排球场。

### 环境
富瓦境内的环境和可持续发展事务由富瓦-瓦里耶地区城市圈公共社区负责。2015年，富瓦境内暂无污染企业。

### 治安
2014年，富瓦及其附近地区共发生各类案件716起，其中盗窃类案件315起，经济类案件183起，毒品交易和运输案件146起。

## 旅游

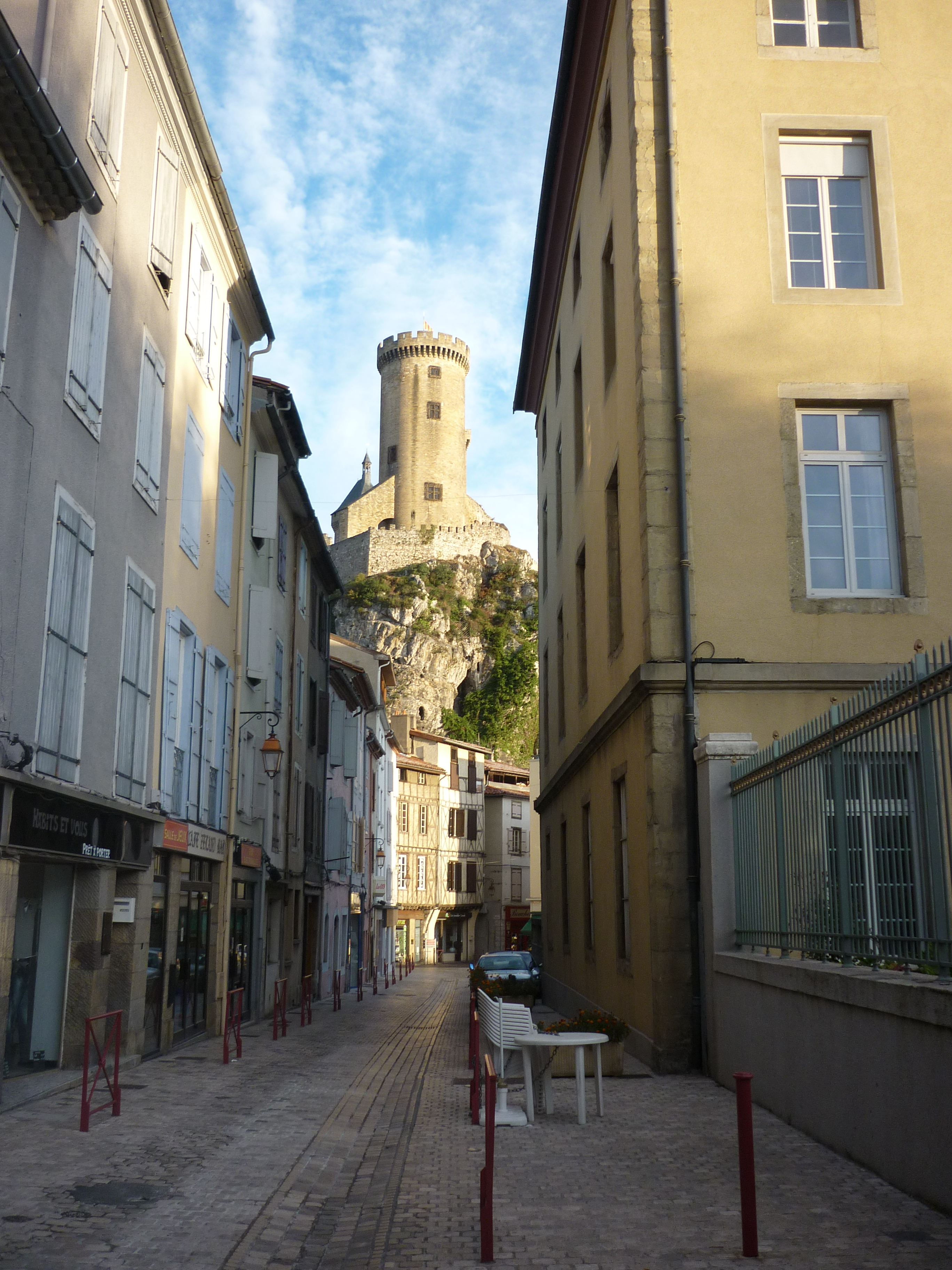
从富瓦老城街头看富瓦城堡

富瓦境内的标志性旅游景点为富瓦城堡和圣沃吕西安修道院。
截止2018年1月1日，富瓦境内设有1处旅游接待中心（Office de Tourisme）和6家宾馆共计166间房间，此外还有一处野营车专用停车场。

## 友好城市
- 西班牙 莱里达，法国与西班牙之间的第一对友好城市。
- 安道尔 安道尔城
- 英格兰 里彭